# Tobias Bonatti
Tobias Fabian Christoph Bonatti (* 18. Mai 1998 in Innsbruck) ist ein österreichischer American-Football-Spieler auf der Position des Runningbacks.

## Werdegang
Bonatti, der beim LAC Innsbruck auch in der Leichtathletik aktiv gewesen war, begann als Zwölfjähriger im Jugendbereich der Swarco Raiders in Innsbruck mit dem American Football. Im November 2013 wurde Bonatti in die österreichische U15-Auswahl für den ersten Next Generation Bowl berufen. In den folgenden Jahren folgten regelmäßig weitere Einladungen zu diesen Jugend-All-Star-Spielen. In der AFL-Saison 2016 debütierte Bonatti in der Kampfmannschaft der Raiders und wurde zum Saisonende erstmals Austrian-Bowl-Sieger. In der darauffolgenden Saison gewann er mit den Raiders den CEFL Bowl. Mit der österreichischen U19-Nationalmannschaft wurde er 2017 in Paris Junioreneuropameister. Bonatti wurde dabei als Final-MVP ausgezeichnet. 2018 war er zudem Teil der österreichischen Nationalmannschaft, die in Vantaa Vizeeuropameister wurde. Auf Vereinsebene war er in diesem Jahr mit Gewinn des CEFL Bowls, European Superfinals und österreichischen Meistertitels dreifach erfolgreich.
In der AFL-Saison 2019 führte er die Raiders teamintern in Rushing Yards an. So verzeichnete er bei 79 Läufen 625 Yards Raumgewinn für sieben Touchdowns sowie 23 Passfänge für 196 Yards und vier Touchdowns. Mit den Raiders verteidigte er die Titel in der AFL und CEFL. Zudem gewann er das ECTC-Finale gegen die Vienna Vikings, bei dem Bonatti als wertvollster Spieler ausgezeichnet wurde. 2020 wurde Bonatti von der National Football League (NFL) zu einer regionalen Sichtung nach Innsbruck eingeladen. Aufgrund der Covid-19-Pandemie hatte die NFL auf ein einziges International Combine verzichtet und einige kleinere Events organisiert. Infolge von Verletzungen kam Bonatti in der AFL-Saison 2021 nur in vier Spielen zum Einsatz. Daher nahm er nur eine nachgeordnete Rolle ein, als die Raiders erneut die Austrian Bowl gewannen.
Für die Saison 2022 unterschrieb Bonatti einen Vertrag bei den Raiders Tirol, die in dem Jahr erstmals als Franchise in der European League of Football (ELF) antraten. Am dritten Spieltag erzielte er gegen Berlin Thunder seine ersten beiden Touchdowns in der ELF. Nach Abschluss der regulären Saison war Bonatti teamintern Führender in Rushing Yards. Mit den Raiders erreichte er das Halbfinale, das jedoch gegen die Hamburg Sea Devils verloren ging. Ende November 2022 gaben die Raiders die Verlängerung mit Bonatti um eine weitere Saison bekannt.

## Erfolge
Individuelle Auszeichnungen
- MVP Finale Junioreneuropameisterschaft (2017)
- MVP Finale European Club Team Competition (2019)
- Einladung zur regionalen Sichtung für das NFL IPP (2020)
- ELF MVP of the Week (Woche 6 2024)

Titel
- Junioreneuropameister (2017)
- Austrian Bowl Champion (2016, 2018, 2019, 2021)
- CEFL Bowl Champion (2017, 2018, 2019)
- European Superfinal Champion (2018)
- Vizeeuropameister (2018)
- IFAF-ECTC-Sieger (2019)

## Statistiken
| Jahr                            | Team          | Spiele | Starts | Rushing | Rushing | Rushing | Rushing | Rushing | Receiving | Receiving | Receiving | Receiving | Receiving | Receiving |
| Jahr                            | Team          | Spiele | Starts | Att     | Yds     | Avg     | TD      | Lng     | Rec       | Tgt       | Yds       | Avg       | TD        | Lng       |
| ------------------------------- | ------------- | ------ | ------ | ------- | ------- | ------- | ------- | ------- | --------- | --------- | --------- | --------- | --------- | --------- |
| European League of Football     |               |        |        |         |         |         |         |         |           |           |           |           |           |           |
| 2022                            | Raiders Tirol | 12     | 3      | 88      | 471     | 5,4     | 4       | 31      | 19        | 28        | 214       | 11,3      | 2         | 41        |
| 2023                            | Raiders Tirol | 12     | 8      | 153     | 776     | 5,1     | 8       | 64      | 27        | 33        | 228       | 8,4       | 0         | 25        |
| ELF Gesamt                      | ELF Gesamt    | 24     | 11     | 241     | 1.247   | 5,2     | 12      | 64      | 46        | 61        | 442       | 9,6       | 2         | 41        |
| Quellen: sportsmetrics.football |               |        |        |         |         |         |         |         |           |           |           |           |           |           |

## Privates
Im Jahr 2017 absolvierte er seinen Grundwehrdienst im Bundesheer und war dabei Teil des Heeressportprogramms, das es ausgewählten Athleten ermöglicht, ein Jahr als Profisportler zu trainieren und zu leben.